# Scaphoideus festivus
Scaphoideus festivus är en insektsart som beskrevs av Matsumura 1902. Scaphoideus festivus ingår i släktet Scaphoideus och familjen dvärgstritar. Inga underarter finns listade i Catalogue of Life.